# Riccardo Filangieri di Candida Gonzaga
Riccardo Filangieri di Candida Gonzaga (Nàpols, 16 d'abril de 1882 – Nàpols, 21 de juliol de 1959) fou un arxivista, historiador i genealogista italià, que tingué un important paper com a director de l'Archivio di Stato de Nàpols, particularment en la seva reconstrucció després de la Segona Guerra Mundial. Les seves publicacions abasten els camps de l'arxivística, la història, la numismàtica, l'heràldica i la història de l'art.

## Vida i obra
Fill d'una família noble napolitana, interessada en la història: el pare, el comte Berardo (Sulmona, 26 de febrer de 1845 - Nàpols, 25 d'octubre de 1920), també havia fet estudis de genealogia i heràldica i el seu germà gran, Antonio (Nàpols, 13 de desembre de 1867 - Massa Lubrense, 4 d'agost de 1916), fou historiador de l'art. Riccardo es llicencià en dret a la Universitat de Nàpols però no seguí aquesta carrera sinó que des de 1911 treballà en l'Arxiu de l'Estat a Nàpols i en fou director de 1934 a 1956. També fou professor de paleografia i història de l'art (1928-34) a la Universitat de Nàpols.
En la seva tasca a l'arxiu treballà per a l'adquisició de fons d'arxius familiars (com el dels Borbons, portat al Tirol amb l'exili de Francesc II de les Dues Sicílies) però sobretot en destaca la tasca de reconstrucció després de la destrucció pels nazis durant la Segona Guerra Mundial (el 23 de setembre de 1943 una represàlia havia destruït 866 caixes de documentació molt valuosa que havien estat guardades als afores de Nàpols amb la intenció de protegir-les dels bombardejos). L'Ufficio della ricostruzione angioina, creat per ell, s'encarregà d'aquest treball i publicà els 19 volums de I registri della Cancelleria angioina... editats per l'Accademia Pontaniana, de la qual era membre des de 1927 i que també contribuí a reconstruir després de la guerra.

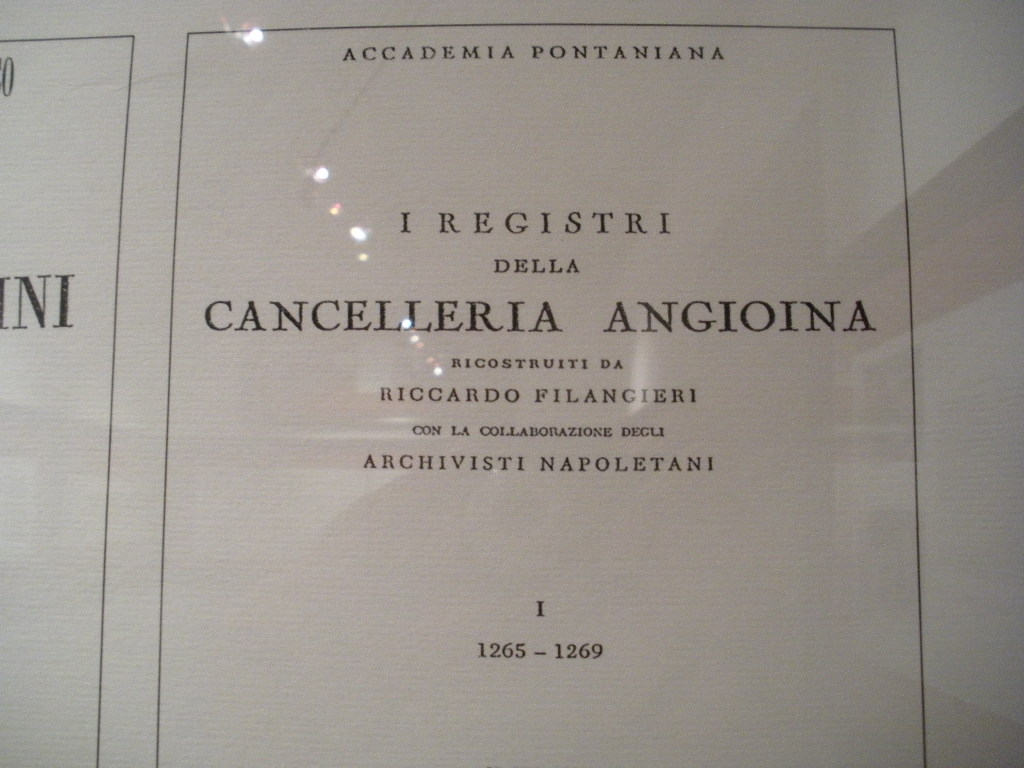
Publicació de I registri della Cancelleria angioina...

Els seus estudis sobre el Castel Nuovo tracten també de la reconstrucció que en feu Alfons el Magnànim en conquerir el regne de Nàpols 1443; els treballs sobre el període de la casa d'Aragó el dugueren a estar en contacte amb acadèmics i institucions acadèmiques de la península.
Des de 1935 fou membre corresponent de la Secció Històrico-Arqueològica de l'IEC i des de 1951 fou membre corresponent estranger de la Reial Acadèmia de Bones Lletres de Barcelona. A Nàpols hi té dedicat un carrer.

## Publicacions més rellevants
- Castel Nuovo, reggia angioina ed aragonese di Napoli, Ed. Banco di Napoli, 1934
- I Registri della Cancelleria angioina ricostruiti da R. F. con la collaborazione degli archivisti napoletani. Accademia Pontaniana, 1950-
- Storia dell'università di Napoli nell'età aragonese
- Architettura e scultura catalana in Campania nel secolo XV
- La biblioteca dei re aragonesi di Napoli